# Liste der Gemahlinnen der Herrscher von Sachsen-Eisenach
Die Liste der Gemahlinnen der Herrscher von Sachsen-Eisenach enthält die mit dem Titel einer Herzogin zu Sachsen ausgestatteten Gemahlinnen jener Monarchen, die Sachsen-Eisenach regierten. Bei diesem ernestinischen Herzogtum handelte es sich um ein Fürstentum innerhalb des Heiligen Römischen Reiches, das erstmals 1596 durch die Landesteilung von Sachsen-Coburg-Eisenach entstand. Es existierte über einen Zeitraum von rund zwei Jahrhunderten bis 1809, allerdings mit zwei Unterbrechungen: Von 1638 bis 1640/41 sowie von 1644 bis 1662/72 war Sachsen-Eisenach integraler Bestandteil von Sachsen-Weimar. Gemeinsam mit diesem Staat wurde es, zusammengefasst als Sachsen-Weimar-Eisenach bezeichnet, ab 1741 in Personalunion regiert, die 1809 in eine Realunion umgewandelt wurde. Von 1596 bis 1809 gab es insgesamt zwölf Titelträgerinnen. Sie alle hatten in das Haus Sachsen-Weimar bzw. dessen jüngere Nebenlinien, darunter das Jüngere Haus Sachsen-Eisenach, eingeheiratet (vgl. Stammliste des Hauses Wettin).

## Herzoginnen zu Sachsen und Fürstinnen von Eisenach
| Bild | Name (Lebenszeit)                                                                 | Dynastie                                                               | Zeitraum als Herzogin | Ehemann (Lebenszeit)         | Hochzeitsjahr |
| ---- | --------------------------------------------------------------------------------- | ---------------------------------------------------------------------- | --------------------- | ---------------------------- | ------------- |
|      | Christine von Hessen-Kassel (1578–1658)                                           | Haus Hessen (Linie Kassel)                                             | 1598–1638             | Johann Ernst (1566–1638)     | 1598          |
|      | Dorothea von Sachsen-Altenburg (1601–1675)                                        | Älteres Haus Sachsen-Altenburg (Ernestinische Linie des Hauses Wettin) | 1640/41–1644          | Albrecht (1599–1644)         | 1633          |
|      | Marie Elisabeth von Braunschweig-Wolfenbüttel (1638–1687)                         | Neues Haus Braunschweig (Gesamthaus Welfen)                            | 1663–1668             | Adolf Wilhelm (1632–1668)    | 1663          |
|      | Johanetta von Sayn-Wittgenstein (1626–1701)                                       | Haus Sayn-Wittgenstein (Linie Sayn)                                    | 1672–1686             | Johann Georg I. (1634–1686)  | 1661          |
|      | Sophie Charlotte von Württemberg-Stuttgart (1671–1717)                            | Haus Württemberg                                                       | 1688–1698             | Johann Georg II. (1665–1698) | 1688          |
|      | Christine Juliane von Baden-Durlach (1671–1707)                                   | Haus Baden (Linie Durlach)                                             | 1697–1707             | Johann Wilhelm (1666–1729)   | 1697          |
|      | Magdalena Sibylla von Sachsen-Weißenfels (1673–1726)                              | Haus Sachsen-Weißenfels (Albertinische Linie des Hauses Wettin)        | 1708–1726             | Johann Wilhelm (1666–1729)   | 1708          |
|      | Marie Christine Felizitas zu Leiningen-Dagsburg-Falkenburg-Heidesheim (1692–1734) | Haus Leiningen (Linie Dagsburg-Falkenburg)                             | 1727–1729             | Johann Wilhelm (1666–1729)   | 1727          |
|      | Anna Sophie Charlotte von Brandenburg-Schwedt (1706–1775)                         | Haus Brandenburg-Schwedt (Gesamthaus Hohenzollern)                     | 1729–1741             | Wilhelm Heinrich (1691–1741) | 1723          |
|      | Sophie Charlotte von Brandenburg-Bayreuth (1713–1747)                             | Haus Brandenburg-Bayreuth (Gesamthaus Hohenzollern)                    | 1741–1747             | Ernst August I. (1688–1748)  | 1734          |
|      | Anna Amalia von Braunschweig-Wolfenbüttel (1739–1807)                             | Haus Braunschweig-Bevern (Gesamthaus Welfen)                           | 1756–1758             | Ernst August II. (1737–1758) | 1756          |
|      | Luise von Hessen-Darmstadt (1757–1830)                                            | Haus Hessen (Linie Kassel)                                             | 1775–1809             | Carl August (1757–1828)      | 1775          |